# Lycium berlandieri
Lycium berlandieri är en potatisväxtart som beskrevs av Michel Félix Dunal. Lycium berlandieri ingår i släktet bocktörnen, och familjen potatisväxter.

## Underarter
Arten delas in i följande underarter:
- L. b. longistylum
- L. b. parviflorum